# Colle-aux-dents
 (juin 2008).
Le colle-aux-dents est une friandise ressemblant à la nougatine que l'on consomme  sur l'île de La Réunion. Fabriquée à partir du sucre de canne et de cacahuètes entières, elle est généralement vendue sous la forme de petites plaquettes dans un emballage en plastique transparent que l'on retire avant d'y mordre. Son nom lui vient du caractère très collant pendant la mastication.